# カノウプス
カノウプス (CANOPUS Co.,Ltd.) は、打楽器やギターアンプなどを製造をする楽器メーカー。本社は東京都中野区に置き、このメーカーの楽器を数多くのミュージシャンが愛用している。自社ショップの「Custom Shop CANOPUS」を運営しており、自社商品の直売及び、他社のドラムセットや打楽器類も販売している。

## 主な愛用ミュージシャン
- ブライアン・ブレイド - フェローシップ、チック・コリア、ウェイン・ショーター、ハービー・ハンコックのドラマー。
- アルフォンス・ムゾーン - ラーリーコリエルトリオのドラマー。
- フランキー・バナリ - クワイエット・ライオットのドラマー。
- ジョー・ハント - インディペンデントドラマー。
- ビート・ダウン（BEATdown!） - フォート・マイナーのドラマー。
- ジョタン・アファナドーラ - アベンチュラのドラマー。
- ケニー・ワシントン - インディペンデントドラマー。
- トゥティ・モレノ - ジョイスのドラマー。
- メル・テイラー - 元ザ・ベンチャーズのドラマー。
- リオン・テイラー - ザ・ベンチャーズのドラマー
- ドン・ウィルソン - ザ・ベンチャーズのギタリスト。カノウプスのギターアンプを使用
- スティーヴィー・ワンダー[2]
- 三浦"COZY"晃嗣 - Dr.K Projectのドラマー
- 浦山一悟 - ACIDMANのドラマー
- 升秀夫 - BUMP OF CHICKENのドラマー
- 亀井亨 - GRAPEVINEのドラマー
- オカモト"MOBY"タクヤ - Scoobie Doのドラマー
- かどしゅんたろう - BABYMETAL、HYDEのバックバンドドラマー
- 木内泰史 - サンボマスターのドラマー
- 村井守 - 元 GOING STEADY 銀杏BOYZのドラマー
- 佐野康夫 - aiko、坂本真綾、the brilliant green、ゆずなどサポートドラマー。
- 秋保太郎 -  石川コウ 、沼倉希美、For Stepsのドラマー。
- SASSY - HIGH and MIGHTY COLORのドラマー
- YOSHIAKI - 175Rのドラマー
- 三宅弘城 （石鹸） - グループ魂のドラマー
- 谷口奈穂子 - アンダーグラフのドラマー
- アヒト・イナザワ - NUMBER GIRL、元ZAZEN BOYSドラマー
- クハラカズユキ - 元 thee michelle gun elephant 、現The Birthday、うつみようこ&YOKOLOCO BANDのドラマー
- 河村"カースケ"智康 - クレイジーボーイズ、KIT16のドラマー。その他アーティストのサポートドラマー。
- 柏倉隆史 - toeのドラマー。木村カエラのバックバンドドラマー
- タナカ"ズィ～レイ"レイジ - YOUR SONG IS GOODのドラマー
- ミスター小西 - フラワーカンパニーズのドラマー
- 小暮栄一 - the band apartのドラマー
- 小倉誠司 - flumpoolのドラマー
- 大間ジロー - 元オフコースのドラマー。地元（秋田）東北を拠点にドラマー、音楽プロデューサーとして日本各地で活動している。
- DUCCI - 元KUMACHIのドラマー。sacra他アーティストのサポートドラマー、音楽プロデューサー。
- 山口鷹 - 小川銀次Bandのドラマー。2001年 - 2012年までEvery Little Thingのバックバンドドラマーとして活躍
- 齋藤飛鳥 - 乃木團（乃木坂46内ユニット）のドラマー
- 鈴鹿秋斗 - 夜の本気ダンスのドラマー
- 結城泰範 - BRADIOおよびその他アーティストのサポートドラマー
- ミト充 - オメでたい頭でなによりのドラマー
- 玉田豊夢 - いきものがかり、 斉藤和義などのサポートドラマー。